# Marilyn McCoo
Marilyn McCoo (Jersey City, 30 settembre 1943) è una cantante statunitense.
Nota come vocalist del gruppo R&B The 5th Dimension, ha anche intrapreso l'attività di conduttrice televisiva presentando, negli anni '80, il programma musicale Solid Gold.
Dal 1969 è sposata con Billy Davis Jr., anche lui membro dei The 5th Dimension.